# إرنست ديتز
إرنست ديتز (بالألمانية: Ernst Dietz)‏ هو سياسي ألماني، ولد في 27 مايو 1943 في ألمانيا. حزبياً، نشط في الاتحاد الاجتماعي المسيحي. وقد انتخب عضو مجلس الشورى الموحد لبافاريا.